# 510 (numero)
Cinquecentodieci (510) è il numero naturale dopo il 509 e prima del 511.

## Proprietà matematiche
- È un numero pari.
- È un numero composto con 16 divisori: 1, 2, 3, 5, 6, 10, 15, 17, 30, 34, 51, 85, 102, 170, 255, 510. Poiché la somma dei suoi divisori (escluso il numero stesso) è 786 < 510, è un numero abbondante.
- È un numero tetraprimo, ovvero ricavabile dal prodotto di 4 numeri primi distinti.
- È un numero di Harshad nel sistema numerico decimale.
- È un numero scarsamente totiente.
- È un numero palindromo nel sistema di numerazione posizionale a base 9 (626), a base 11 (424) e a base 13 (303).
- È un numero pratico.
- È un numero nontotiente (per cui la equazione φ(x) = n non ha soluzione).
- È un numero congruente.
- È parte delle terne pitagoriche (64, 510, 514), (78, 504, 510), (216, 462, 510), (240, 450, 510), (272, 510, 578), (306, 408, 510), (510, 680, 850), (510, 792, 942), (510, 1224, 1326), (510, 1400, 1490), (510, 2576, 2626), (510, 3808, 3842), (510, 4320, 4350), (510, 7216, 7234), (510, 13000, 13010), (510, 21672, 21678), (510, 65024, 65026).

## Astronomia
- 510 Mabella è un asteroide della fascia principale.
- NGC 510 è una stella doppia della costellazione dei Pesci.

## Astronautica
- Cosmos 510 è un satellite artificiale russo.